# حزب کارگران کره شمالی
حزب کارگران کره شمالی حزبی سیاسی کمونیست در کره شمالی بود. حزب در سال ۱۹۴۶ در پی ادغام دفتر کره شمالی حزب کمونیست کره و حزب خلق نیون ایجاد شد. رئیس حزب کیم تو-بونگ بود. نایب رییسها حزب کیم ایل سونگ و شو نیونگ-ها بود.
حزب رودونگ سینمون را منتشر می‌کرد.
در ۱۹۴۹ حزب در حزب کارگران کره ادغام شد.